# Heby
Heby é uma pequena cidade da província histórica de Uplândia. Tem cerca de 2 550 habitantes, e é a sede do município de  Heby  , no condado de Upsália , situado no centro da Suécia. Está localizada a 15 km a leste de Sala.